# 座間站

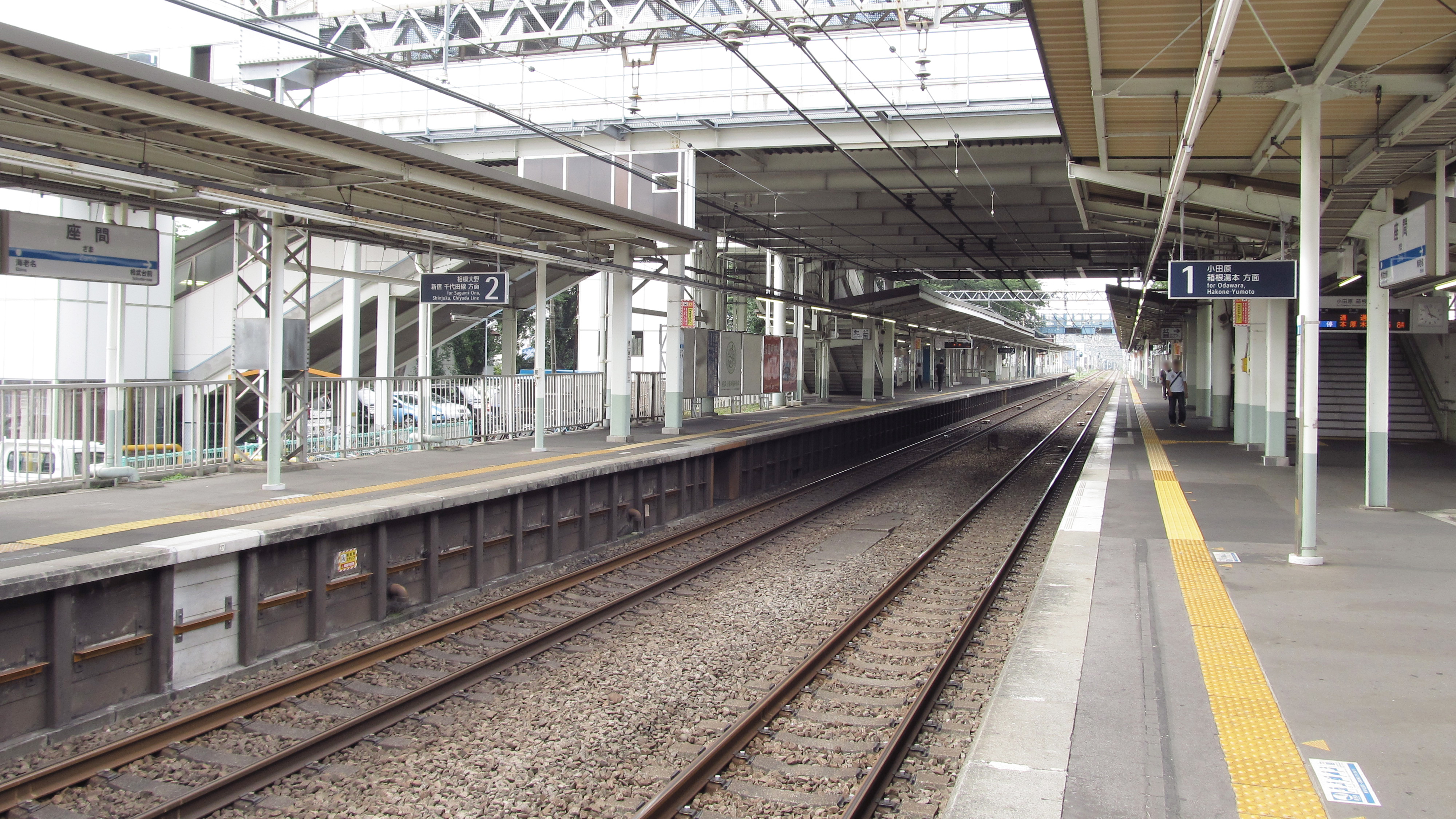
月台（2013年7月26日）

座間站（日语：／ Zama eki */?）是一個位於神奈川縣座間市入谷東三丁目，屬於小田急電鐵小田原線的鐵路車站。車站編號是OH 31。

## 歷史
- 1927年（昭和2年）7月28日：新座間站開業。為「直通」班次停靠站。
- 1937年（昭和12年）7月1日：改稱座間遊園站。
- 1941年（昭和16年）10月15日：改稱座間站。
- 1945年（昭和20年）6月：各站停車延伸至全線，為各站停車停靠站。同時廢止「直通」班次。
- 1946年（昭和21年）10月1日：增加準急班次，為其停靠站。
- 1960年（昭和35年）3月25日：增加通勤準急班次，為其停靠站。
- 1978年（昭和53年）4月6日：跨站式站房與東西自由通道啟用。
- 2003年（平成15年）3月22日：設置電梯，自由通道拓寬與站房改良工程結束。
- 2004年（平成16年）12月11日：增加區間準急班次，為其停靠站。
- 2008年（平成20年）
  - 4月18日：改為新式站名標。
  - 8月4日至2009年（平成21年）3月14日：車站設施改建工程（廁所遷移，樓梯、屋頂等改建）。
- 2009年（平成21年）2月20日：下行月台側所移至跨站式站房內。
- 2011年（平成23年）11月7日：設置AED。
- 2019年（平成31年）2月12日：伴隨入谷地區的一部分（小田原線東側）實施住居表示，所在地登記由入谷5丁目1682番地改為現時登記。

### 站名由來
開業時，因現在的「相武台前站」仍稱為「座間站」，因此命名為「新座間站」。之後，當時的小田原急行鐵道計畫在「新座間站」前打造繼向丘遊園之後的第二座遊樂園座間遊園，因此將站名改為「座間遊園站」。後因昭和恐慌與太平洋戰爭等因素宣告計畫中止，1941年再改為「座間站」。

## 車站構造
本站是相對式月台2面2線地面車站，屬跨站式站房。

### 月台配置
| 月台 | 路線     | 方向 | 目的地                       |
| ---- | -------- | ---- | ---------------------------- |
| 1    | 小田原線 | 下行 | 小田原、箱根湯本方向         |
| 2    | 小田原線 | 上行 | 相模大野、新宿、千代田線方向 |

### 站內設備
廁所位於付費區內。候車室位於上行月台（2號月台）。
自動體外心臟去顫器 (AED) 位於非付費區自動販賣機旁。
電梯連結剪票口層與各月台、出口。
設有ATM（橫濱銀行座間站前支店小田急座間站出張所）。

## 使用情況
2017年度1日平均上下車人次為21,449人，在小田急線全部70個車站當中名列48位。
近年上下車人次、上車人次變化如下表。
| 年度               | 1日平均 上下車人次 | 1日平均 上車人次 | 來源                |
| ------------------ | ------------------ | ---------------- | ------------------- |
| 1995年（平成07年） |                    | 12,512           | [ 神奈川県統計 1 ]  |
| 1998年（平成10年） |                    | 11,851           | [ 神奈川県統計 2 ]  |
| 1999年（平成11年） |                    | 11,722           | [ 神奈川県統計 3 ]  |
| 2000年（平成12年） |                    | 11,489           | [ 神奈川県統計 3 ]  |
| 2001年（平成13年） |                    | 11,280           | [ 神奈川県統計 4 ]  |
| 2002年（平成14年） | 23,294             | 11,184           | [ 神奈川県統計 5 ]  |
| 2003年（平成15年） | 23,256             | 11,315           | [ 神奈川県統計 6 ]  |
| 2004年（平成16年） | 22,249             | 11,071           | [ 神奈川県統計 7 ]  |
| 2005年（平成17年） | 22,128             | 11,013           | [ 神奈川県統計 8 ]  |
| 2006年（平成18年） | 22,604             | 11,247           | [ 神奈川県統計 9 ]  |
| 2007年（平成19年） | 22,726             | 11,350           | [ 神奈川県統計 10 ] |
| 2008年（平成20年） | 22,599             | 11,305           | [ 神奈川県統計 11 ] |
| 2009年（平成21年） | 22,022             | 11,023           | [ 神奈川県統計 12 ] |
| 2010年（平成22年） | 21,983             | 11,009           | [ 神奈川県統計 13 ] |
| 2011年（平成23年） | 21,723             | 10,870           | [ 神奈川県統計 14 ] |
| 2012年（平成24年） | 21,957             | 10,963           | [ 神奈川県統計 15 ] |
| 2013年（平成25年） | 22,242             | 11,119           | [ 神奈川県統計 16 ] |
| 2014年（平成26年） | 21,483             | 10,735           | [ 神奈川県統計 17 ] |
| 2015年（平成27年） | 21,732             | 10,874           | [ 神奈川県統計 18 ] |
| 2016年（平成28年） | 21,613             | 10,818           | [ 神奈川県統計 19 ] |
| 2017年（平成29年） | 21,449             |                  |                     |

## 車站周邊
車站西側有神奈川縣道407號杉久保座間線（觀音通）與梨之木坂，斷丘下的舊市役所、座間下宿方向為舊市區。另外東側的天台、立野台方向是昭和40年代起開發的住宅區。東北部有縣立谷戶山公園。

### 西口
- 星谷寺（日语：星谷寺）（星谷觀音） - 梵鐘為重要文化財。
- 梨之木古墳群（史跡）
- 座間市役所西出張所
- 鈴鹿明神社（日语：鈴鹿明神社）
- 座間市立入谷小學校
- 神奈川縣立座間高等學校（日语：神奈川県立座間高等学校）
- 神奈川縣立座間養護學校（日语：神奈川県立座間養護学校）
- JAさがみ（日语：さがみ農業協同組合）座間支店
- MEGA唐吉訶德UNY座間店
- 神奈川縣警（日语：神奈川県警察）座間警察署（日语：座間警察署）
- JR相模線入谷站

### 東口

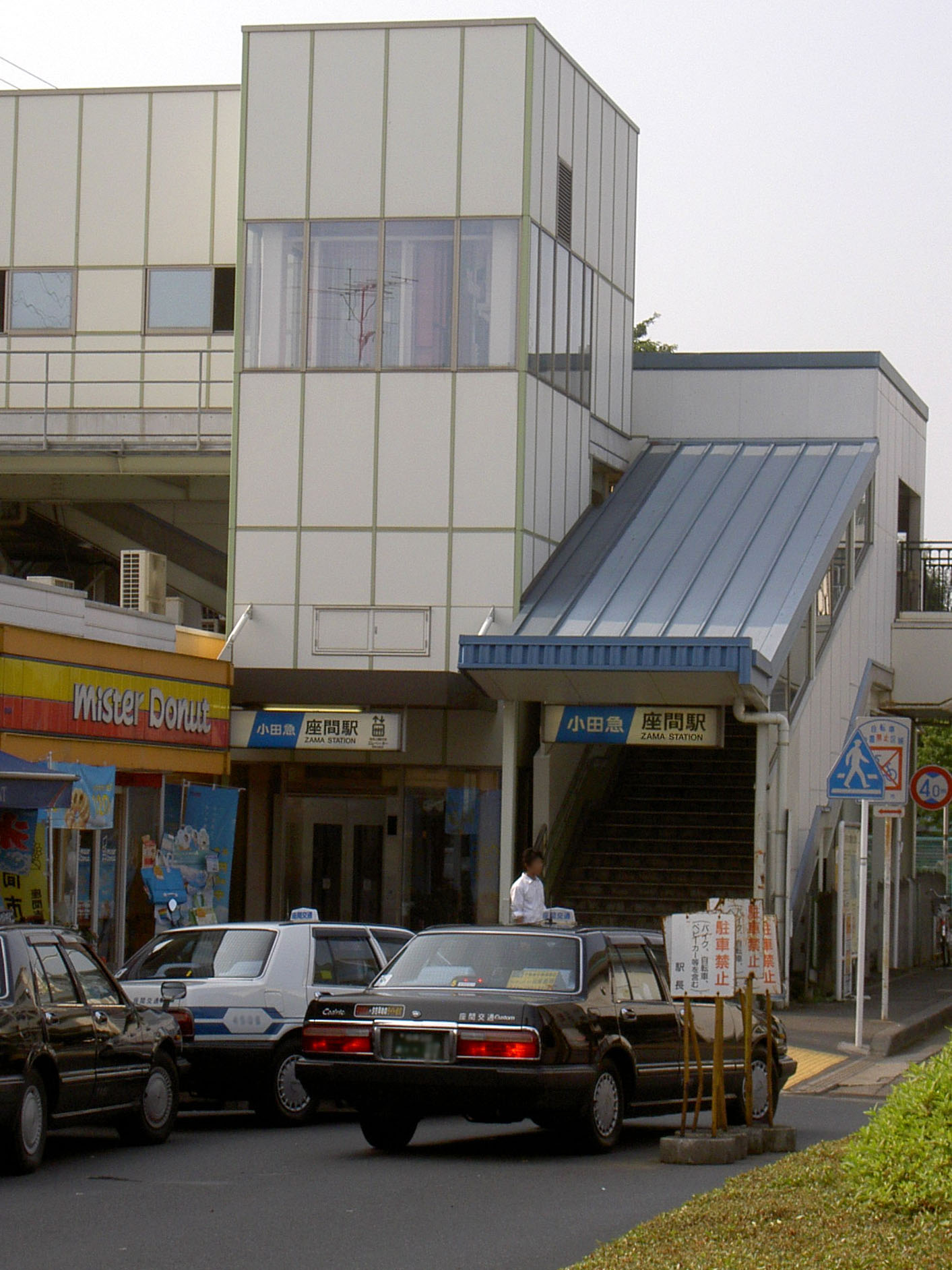
東口（2006年6月）

- 星之谷團地[6]

- Odakyu OX（超市）
- 神奈川縣立座間谷戶山公園（日语：座間谷戸山公園）
- 橫濱銀行座間站前支店
- 平塚信用金庫（日语：平塚信用金庫）座間支店
- 座間站前郵便局
- 座間站前商店街
- FOOD ONE（日语：三和）（フードワン）座間店

### 巴士路線
座間站入口
- E路線(西部地區循環線） - 往公民館前方向／往座間市役所
- 海10系統 - 往海老名站東口／往相武台前站

座間站
- 下02系統 - 往相武台下站／往相模野站北口
- 台04系統 - 往座間四谷／往相武台前站
- 海10系統 - 往海老名站東口／往相武台前站

## 相鄰車站
小田急電鐵
 小田原線

■快速急行、■急行
通過
□通勤準急、■準急、■各站停車（通勤準急僅上行、準急僅下行停車）
相武台前（OH 30）－座間（OH 31）－海老名（OH 32）

### 來源
小田急電鐵1日平均使用人數
小田急電鐵統計資料
神奈川縣縣勢要覽
1. ↑  線区別駅別乗車人員（1日平均）の推移 （页面存档备份，存于） - 21ページ
2. ↑  平成12年 - 223ページ
3. 1 2  平成13年PDF - 225ページ
4. ↑  平成14年PDF - 223ページ
5. ↑  平成15年PDF - 223ページ
6. ↑  平成16年PDF - 223ページ
7. ↑  平成17年PDF - 225ページ
8. ↑  平成18年PDF - 225ページ
9. ↑  平成19年PDF - 227ページ
10. ↑  平成20年PDF - 231ページ
11. ↑  平成21年PDF - 241ページ
12. ↑  平成22年PDF - 239ページ
13. ↑  平成23年PDF - 239ページ
14. ↑  平成24年PDF - 235ページ
15. ↑  平成25年PDF - 237ページ
16. ↑  平成26年PDF - 239ページ
17. ↑  平成27年PDF - 239ページ
18. ↑  平成28年PDF - 247ページ
19. ↑  平成29年PDF - 239ページ

## 外部連結
- 座間 - 小田急電鐵